# جرارد جی. میلبرن
جرارد جی. میلبرن (متولد ۱۹۵۸) فیزیک‌دان نظری کوانتومی استرالیایی است که به‌خاطر کارهایش در زمینه کنترل فیدبک کوانتومی، اندازه‌گیری در مکانیک کوانتومی،اطلاعات کوانتومی، سیستم‌های کوانتومی باز و رایانش کوانتومی اپتیکی خطی (طرح کنیل، لافلام و میلبرن) شناخته شده است.

## تحصیلات
میلبرن در سال ۱۹۸۰ مدرک کارشناسی (Hons) فیزیک خود را از دانشگاه گریفیت دریافت کرد. وی دکترای خود را در فیزیک در سال ۱۹۸۲ تحت نظر  دنیل فرانک والس در دانشگاه وایکاتو تکمیل کرد و پایان‌نامه‌اش با عنوان Squeezed States and Quantum Nondemolition Measurements بود.

## حرفه و تحقیقات
پس از پایان‌نامه‌اش، میلبرن تحقیقات پسادکتری را در دپارتمان ریاضیات امپریال کالج لندن در سال ۱۹۸۳ انجام داد. سپس در سال ۱۹۸۴، به‌واسطهٔ بورس تحقیقاتی انجمن سلطنتی به گروه اپتیک کوانتومی پیتر نایت (دانشمند) در دانشگاه امپریال پیوست.
در سال ۱۹۸۵ میلبرن به استرالیا بازگشت و به عنوان مدرس در دانشگاه ملی استرالیا منصوب شد. در سال ۱۹۸۸ میلبرن به عنوان خوانده فیزیک نظری در دانشگاه کوئینزلند به کار پرداخت. در سال ۱۹۹۴ او به‌عنوان استاد فیزیک منصوب شد و در سال ۱۹۹۶ به ریاست دپارتمان فیزیک دانشگاه کوئینزلند رسید. از سال ۲۰۰۰ تا ۲۰۱۰ میلبرن معاون مدیر مرکز تعالی تحقیقات شورای تحقیقات استرالیا برای فناوری کامپیوتر کوانتومی بود. از ۲۰۰۳ تا ۲۰۱۳ او پژوهشگر فدراسیون شورای تحقیقات استرالیا در دانشگاه کوئینزلند بود.
او رئیس کمیته مشاوره علمی مؤسسه محاسبات کوانتومی بود و از ۲۰۰۷ تا ۲۰۱۰ در کمیته مشاوره علمی مؤسسه پریمتر برای فیزیک نظری خدمت کرد.
از سال ۲۰۱۱ تا ۲۰۱۷ او مدیر و پژوهشگر ارشد مرکز تعالی تحقیقات شورای تحقیقات استرالیا برای سیستم‌های مهندسی کوانتومی بود.

### افتخارات و جوایز
جوایز او شامل مدال مویال برای فیزیک ریاضی (که در سال ۲۰۰۱ اهدا شد) و مدال بوآس (که در سال ۲۰۰۳ اهدا شد) است. او عضو آکادمی علوم استرالیا (۱۹۹۹)، عضو انجمن فیزیک آمریکا (۲۰۰۵)، و در سال ۲۰۱۷ به عنوان عضو انجمن سلطنتی انتخاب شد.